# NGC 1799
NGC 1799 (другие обозначения — MCG -1-14-1, PGC 16783) — линзообразная галактика (S0) в созвездии Эридана. Открыта Льюисом Свифтом в 1887 году. Описание Дрейера: «очень тусклый, очень маленький, немного вытянутый объект».
Этот объект входит в число перечисленных в оригинальной редакции «Нового общего каталога».